# 水戸みやぎん寄席
水戸みやぎん寄席（みとみやぎんよせ）は、茨城県水戸市の宮下銀座商店街にある常設寄席。2022年9月10日に開場した、北関東唯一の寄席である。
水戸ヤクルト販売社長で水戸商工会議所副会頭を務める内藤学は、寄席の開設を目指して水戸市内の物件を探していたところ、宮下銀座商店街で水戸東照宮の倉庫として使われていた4階建て長屋の一室に出会った。噺家の古今亭菊之丞にアドバイザーを委嘱し、電気配線がむき出しになっていた室内に、1階に高座・2階にトイレと楽屋を整えた。原則として毎週土曜日・日曜日に公演を行う。 落語のほか、三味線演奏や漫談、紙切りなどの「色物」も上演する。市内の企業経営者らでつくる一般社団法人「まちコンテンツ共創協会」が企画・運営する。

## 所在地
- 茨城県水戸市宮町2丁目3−1

## アクセス
- 水戸駅北口から北西へ徒歩5分。宮下銀座商店街内。受験予備校・水戸アカデミーの隣。専用駐車場はないが、近隣にコインパーキングがある。